# پوریم
پوریم (عبری: פורים‎؛ از واژه اکدی پورو به‌معنای «قرعه») جشنی یهودی است که در ماه قمری آدار (معمولاً مصادف با اسفند) برگزار می‌شود. بر اساس کتاب استر، این جشن به نجات یهودیان ایران در زمان پادشاهی به نام اخشورش (احتمالاً خشایارشا) از توطئه هامان، وزیری از نسل عمالقه (دشمن تاریخی یهودیان)، اشاره دارد. هامان به دلیل امتناع مردخای یهودی از سجده به او، تصمیم به نابودی قوم یهود گرفت و برای تعیین زمان این کشتار، قرعه (پور) انداخت (استر ۳:۷). اما استر، ملکه یهودی ایران، نقشه‌ هامان را به پادشاه اطلاع داد و اخشورش با خشم، دستور اعدام هامان و پسرانش را صادر کرد. با این حال، به دلیل شباهت نام‌های استر و مردخای به ایزدهای بابلی ایشتار و مردوک، نبود اشاره به ملکه‌ای یهودی در منابع تاریخی هخامنشی، و عدم ذکر پوریم در منابع یهودی پیش از قرن اول پیش از میلاد، پژوهشگران معمولاً کتاب استر را فاقد اعتبار تاریخی می‌دانند و آن را خاستگاه اصلی جشن پوریم نمی‌شناسند. برخی معتقدند این جشن ممکن است از جشنی ایرانی اقتباس شده باشد.
پوریم در روز ۱۴ آدار (فوریه یا مارس) برگزار می‌شود، اما یهودیان شوش آن را در ۱۵ آدار، به نام «پوریم شوشان»، جشن می‌گرفتند. در اورشلیم، به دلیل محصور بودن شهر، پوریم در ۱۵ آدار برگزار می‌شود، در حالی که در شهرهای غیرمحصور مانند تل‌آویو، در ۱۴ آدار است. در سال‌های کبیسه عبری که دو ماه آدار دارند، پوریم در آدار دوم برگزار می‌شود. بر اساس تلمود، جوامعی که از نابودی یا آزار نجات یافته‌اند، باید جشنی مشابه پوریم، معروف به «پوریم کوچک»، برپا کنند. برای مثال، یهودیان شیراز علاوه بر پوریم اصلی، جشنی ویژه در دوم حشوان (اکتبر یا نوامبر) برگزار می‌کردند. این جشن به‌ویژه در میان یهودیان ایرانی بسیار محبوب است و با آیین‌هایی مانند پوشیدن لباس‌های نو، توزیع شیرینی میان کودکان، خواندن کتاب استر (به‌صورت اصلی و تفسیری)، و قرائت اردشیرنامه (اثری از شاعر یهودی-ایرانی شاهین در قرن ۱۴ میلادی) همراه است. یهودیان همدان نیز با گردهمایی در مقبره استر و مردخای، گاهی تا سراسر شب، این جشن را گرامی می‌دارند و یهودیان دیگر شهرها نیز برای شرکت در این مراسم به همدان سفر می‌کنند.
یهودیان پوریم را با سنت‌هایی مانند تبادل هدایای خوراکی (میشلواخ مانوت)، دادن صدقه به نیازمندان (متانوت لا ایونیم)، برگزاری ضیافت‌های دسته‌جمعی (سعودات پوریم)، خواندن عمومی کتاب استر (کریات هامگیلاه) در کنیسه، قرائت دعای ویژه (ال هانیسیم)، نوشیدن شراب و مشروبات الکلی، و پوشیدن ماسک و لباس‌های جشن برگزار می‌کنند. دیدگاه‌های مسیحی دربارهٔ ارزش دینی کتاب استر متفاوت است، اما یهودیان برای آن اهمیت ویژه‌ای قائل‌اند و برخی از علمای یهود جایگاهی پس از تورات برای آن در نظر گرفته‌اند. نکته قابل توجه اینکه کتاب استر تنها کتاب تنخ است که نام خدای اسرائیل (یهوه) و واژه اسرائیل در آن ذکر نشده است.
از آنجا که داستان کتاب استر به‌عنوان ریشه تاریخی پوریم به‌طور کامل پذیرفته نشده، پژوهشگران نظریه‌های دیگری دربارهٔ خاستگاه این جشن ارائه کرده‌اند. والتر هنینگ به شباهت‌های داستان پوریم با مراسم مغ‌کشی در دوره هخامنشی اشاره کرده و احتمال داده که پوریم از این آیین اقتباس شده باشد. برخی دیگر به دلیل نثر متأخر کتاب استر و تضادهای آن با منابع تاریخی، به شناسایی اخشورش با خشایارشا تردید دارند. اسطوره‌شناسان نیز این داستان را با اساطیر بین‌النهرینی و ایلامی مرتبط می‌دانند و شخصیت‌های استر، مردخای، هامان و وشتی را به ترتیب با ایشتار، مردوک، هومبان (خدای ایلامی)، و مشتی (الهه ایلامی) مقایسه می‌کنند. آن‌ها این داستان را بازتابی از کشمکش‌های دینی میان ادیان ایلامی و بابلی می‌دانند.

## واژه‌شناسی
پوریم از کلمه «پور» به معنی «قرعه» آمده است. که اشاره به قرعه‌ای که در کتاب استر، هامان برای مشخص کردن مناسب‌ترین روز و ماه برای نابودی یهودیان ایران ریخت، دارد.

## پوریم در تنخ

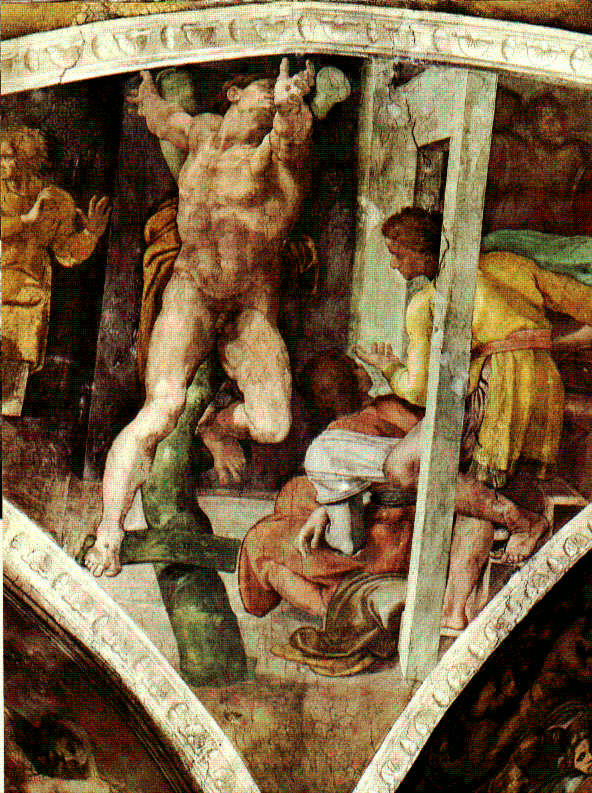
مجازات هامان کشیده شده توسط میکل آنژ

استر دختری زیبا و یتیم و دختر عموی مردخای از خادمان دربار هخامنشی بود. استر به غیر از جمال نیکو، خصائل نیکوی فراوانی داشت و پس از آنکه اخشوروش به دلیل اطاعت نکردن همسرش، وشتی او را از ملکه بودن خلع کرد و تصمیم گرفت زن دیگری را به عنوان ملکه خود برگزیند، به اطاعت از دستور مردخای، نژاد و دین خود را به پادشاه آشکار نساخت و به همسری اخشوروش، پادشاه شاهنشاهی ایران درآمد. بنا بر نوشته کتاب استر، وی بر ۱۲۷ ولایت از هند تا حبشه حکمرانی می‌کرد.
از آنجا که مردخای مردی دین‌مدار بود، به ویژه به خاطر خصلت‌های نیکوی خود، مورد مشورت شاهنشاه هخامنشی قرار می‌گرفت. نخست‌وزیر دربار هخامنشی فردی اجنبی از نسل عمالق به نام هامان بود که بنابر تکبر، انتظار داشت همگان در برابرش سجده کنند و به خاک بیفتند. اما مردخای یهودی که می‌دانست سجده کردن در برابر هر فردی یا چیزی جز خدا، به منزله بت‌پرستی و شرک خواهد بود، حاضر نمی‌شد تا در برابر هامان سر سجده خم‌کند. از این رو هامان عمالقی کینه او را به دل گرفت و در صدد برآمد همه یهودیان ساکن در امپراتوری ایران را قتل‌عام کند و به نسل‌کشی یهودیان بپردازد.
هامان نزد پادشاه چنین وانمود کرد که قوم یهود فرمان پادشاه را اطاعت نمی‌کنند و در میان اقوام و ملل شاهنشاهی ایران تفرقه و نفاق می‌افکنند تا حکومت را تغییر دهند.‌هامان فرستادگانی به تمام ولایات امپراتوری فرستاد تا در روز ۱۳ آدار تمامی یهودیان از جوان و پیر و حتی کودکان کشته شوند.
مردخای وقتی از فرمان هامان آگاهی یافت، از استر خواست که در نزد پادشاه برای یهودیان میانجی‌گری نماید. استر به مردخای پیغام فرستاد که تا زمانی که پادشاه او را نخواند، اگر به حیاط اندرونی شاه وارد شود، او را خواهند کشت و این‌که سی‌روز بود که پادشاه او را نخوانده بود. وقتی مردخای، استر را مطمئن ساخت که خود او نیز شامل فرمان می‌شود، تصمیم گرفت که خودش را بر پادشاه ظاهر سازد. استر و مردخای پادشاه را از نقشه‌های شوم هامان آگاه ساختند و توطئه‌های او را برملا کردند.
در میان توطئه هامان یرای از بین بردن کل یهودیان در سراسر امپراتوری، پادشاه یک شب از بیخوابی رنج می‌برد وامر می‌فرمایید برای خواباندن او از تواریخ امور کاخ برای او بخوانند. او متوجه می‌شود که مردخای نقشه ای توسط دو نگهبان سلطنی بیگتان و ترش برای به قتل پادشاه را کشف کرده و جان او را از مرگ نجات داده است. وفاداری مردخای به درستی پاداش و تصدیق نشده است.
استر به پادشاه آگاهی داد که خود او از قوم یهود است و هامان قصد دارد همه یهودیان را در امپراتوری ایران از دم تیغ بگذراند. چون پادشاه ایران به این توطئه‌ هامان پی‌برد سخت به خشم آمد و دستور داد همان کیفری که‌ هامان برای یهودیان در نظر گرفته بود و با ترفند قصد داشت اجازه آن را از پادشاه بگیرد، دربارهٔ خود او، خانواده‌اش و افراد قومش اجرا گردد.

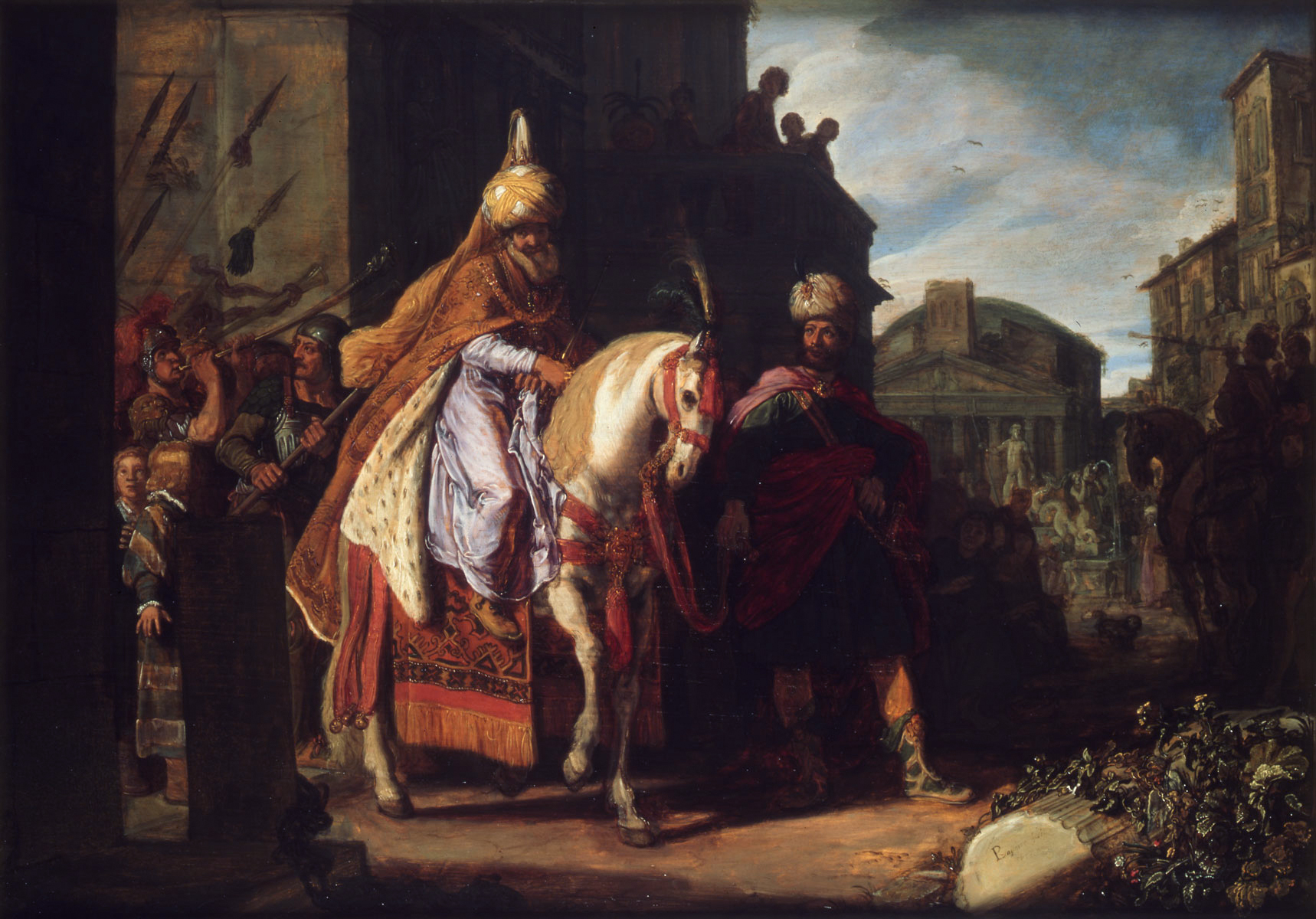
پیروزی مردخای، نقاشی اثر پیتر پیترز لاستمان

روز سیزدهم آدار فرا رسید. در این روز، دشمنان یهود امیدوار بودند بر یهودیان غلبه یابند، اما قضیه برعکس شد و یهودیان بر دشمنان خود پیروز شدند. یهودیان به دشمنان خود حمله کردند و آن‌ها را کشتند. آن‌ها در شهر شوش ۵۰۰ نفر از جمله ۱۰ پسر هامان به نام‌های فرشنداتا، دلفون، اسفاتا، فوراتا، ادلیا، اریداتا، فرمشتا، اریسای، اریدای و ویزاتا را کشتند.
بعد از این کشتار استر از پادشاه خواست تا اجساد ده پسر هامان را به دار بیاویزند و از پادشاه خواست تا به یهودیان اجازه بدهد تا کارشان را فردا نیز ادامه بدهند. با موافقت پادشاه، یهودیان ۳۰۰ نفر دیگر را در پایتخت کشتند. در سایر شهرها نیز یهودیان از خود دفاع کردند و آن‌ها ۷۷۰۰۰ نفر از دشمنان خود را کشتند ولی اموالشان را غارت نکردند. این کار در روز سیزدهم ماه آدار انجام گرفت و آن‌ها روز بعد، یعنی چهاردهم آدار پیروزی خود را جشن گرفتند.
یهودیان از آن تاریخ، به یاد این رویداد که به موجب آن از یک توطئه بزرگ نسل‌کشی رهایی یافتند، هر سال در ماه عبری آدار جشن می‌گیرند و آن وقایع را «پوریم» می‌نامند.

## در گفته پژوهشگران

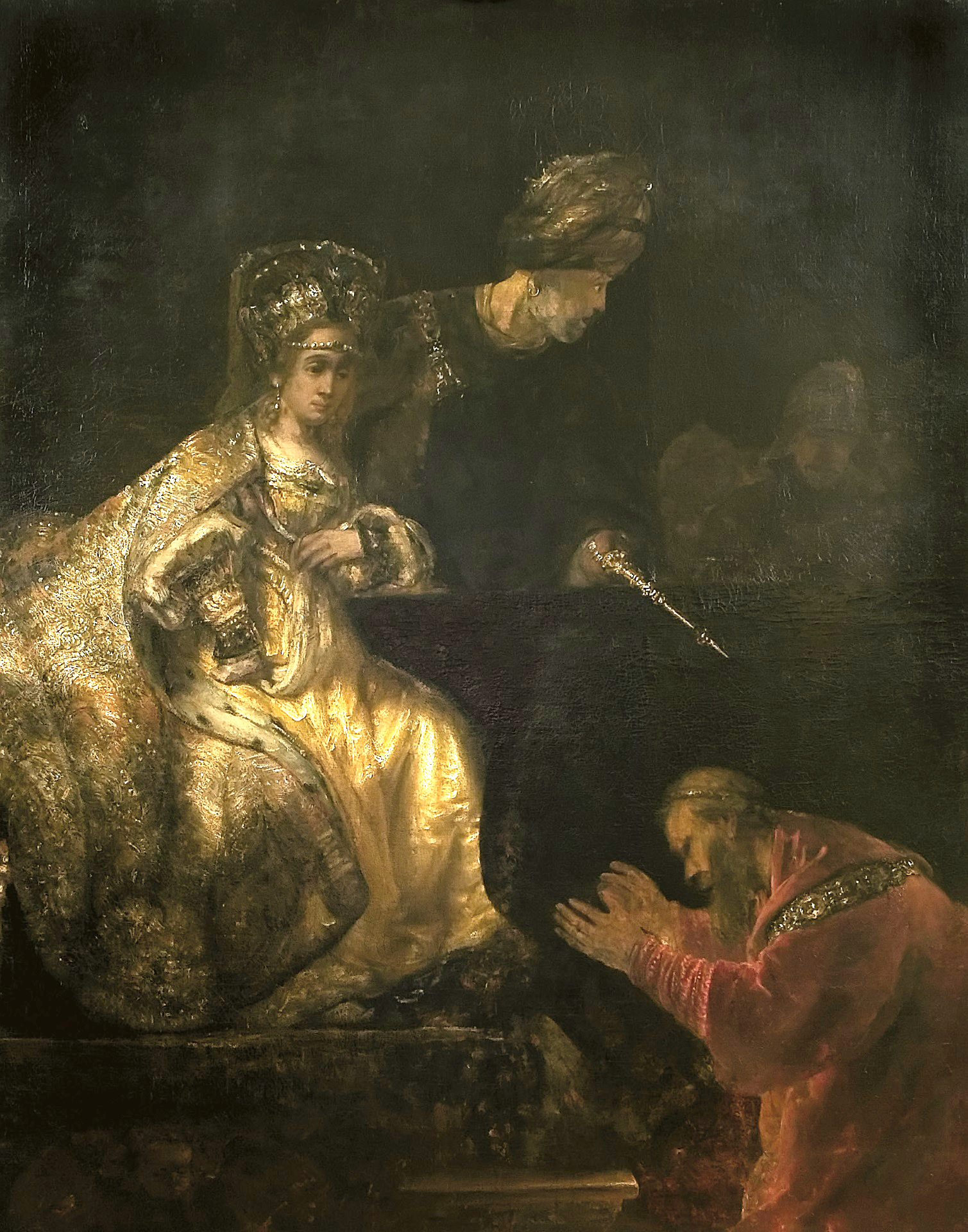
هامان به پای استر میفتد و درخواست بخشش می‌کند، نقاشی اثر رامبراند.

### دیدگاه پژوهشگران معاصر
امیلی کورت معتقد است کتاب استر در دوره هلنیستی (یونانی) نوشته شده است و تصویر زندگی درباری ایران مشابه با آن چیزی است که در نوشته‌های یونانی دیده می‌شود.
دانشنامه بریتانیکا در نوشتار مربوط به عید پوریم می‌نویسد: حقیقت تاریخی این واقعه کتاب مقدس، معمولاً مورد تردید می‌باشد. در مورد جشن پوریم، نیز هرچند مشخص است که عید پوریم تا حدود قرن دوم میلادی به سنتی تثبیت شده در میان یهودیان تبدیل شده بوده، ریشه تاریخی این جشن ناشناخته است. در این دانشنامه در هنگام بررسی تأثیرات تمدن ایران زمین بر یهودیت چنین آمده است که ماجرای پوریم از کتاب استر در واقع، یکی از قصه‌های ایرانی در مورد زیرکی و خدعه‌های ملکه‌های ایرانی در درون اندرونی‌های پادشاهان می‌باشد و خود عید پوریم نیز به نوعی اقتباس یهودیان از عید نوروز می‌باشد.
به‌گفتهٔ تاریخچه دنیای کتاب مقدس چاپ دانشگاه آکسفورد، اگر چه برخی بنیادگرایان کتاب استر را تاریخی می‌پندارند ولی ژانر ادبی کتاب استر، همانند اکثر کتاب دانیال از نوع رمان بوده است. نه نویسندگان این کتاب قصد بازگو کردن حوادث گذشته را داشتند، و نه انتظار داشتند که خوانندگان آن را به عنوان تاریخ قلمداد کنند؛ شخصیتی به نام استر وجود خارجی نداشته است. با توجه به ژانر ادبی کتاب چند سؤال مربوط این‌ها است که «چه کسی این کتاب را نوشته؟ قصد آن‌ها از نوشتن این کتاب چه بوده و تا چه حدی به آن رسیده‌اند؟ مخاطبان این کتاب چه کسی بوده؟ از مقایسه این کتاب و مخاطبان آن با موارد مشابه در دنیای یونانی-رومی چه نتایجی حاصل می‌شود؟»
به‌گفتهٔ شائول شاکد در دانشنامه ایرانیکا، گواهی بر صحت این داستان از دیدگاه تاریخی وجود ندارد و معمولاً در مورد واقعیت تاریخی داستان با شک و تردید نگریسته می‌شود. نظریه‌هایی وجود دارد که داستان بر مبنای اساطیر ایلامی یا بابلی است. هرچند چنین نظری را نمی‌توان با اطمینان پذیرفت. این کتاب را بیشتر می‌توان نمونه‌ای از تم (theme) معروف دسیسه‌های درون دربار و نجات یافتن‌های معجزه آمیز نامید اگرچه نمی‌توان وجود هسته‌ای از واقعیت تاریخی موجود در آن را نادیده گرفت.
به‌گفتهٔ مک‌کولوگ شاید ذراتی از حقیقت در پشت داستان استر باشد ولی کتاب در وضع حاضرش دارای اشتباهات و تناقضاتی است که باید به عنوان یک رمان تاریخی (نه روایت تاریخی) قلمداد شود. نام همسر خشایارشا به استناد هرودوت، آمستریس دختر اتانس بوده درحالی که هیچ اثری از وشتی یا استر در تاریخ هرودوت نیست
تاریخ نگارش کتاب استر نامشخص است اما معمولاً بین محققان اتفاق‌نظر وجود دارد که نگارش کتاب کمی بعد از سقوط هخامنشیان، احتمالاً در دوره اشکانیان و حدود قرن دو یا سه قبل از میلاد بوده است. نویسنده کتاب نیز ناشناخته است. اما معمولاً چنین پنداشته می‌شود که توسط فردی از میان اقلیت یهودی ایران و بابل نوشته شده است.
به‌گفتهٔ تاریخچه یهودیت چاپ دانشگاه کمبریج نویسنده کتاب استر ممکن است نام‌های ایرانی یا ایلامی برای کتابش را می‌دانسته، اما نشان داده نشده که نویسنده اطلاعات دست اولی راجع به وضعیت جغرافیایی قصر در شوش یا فضای حاکم در دربار ایران داشته است. اگر چه تاریخی بودن کتاب به دلیل وجود غیر محتملات و خطاها زیر سؤال می‌رود، اما افسانه بودن داستان به معنی این نیست که از داخل خلأ زاده شده است. بدون شک داستان بر پایه اتفاقی تاریخی که در شوش افتاده بنا شده است، هرچند تشخیص ماهیت این اتفاق سخت می‌باشد. همچنین عید پوریم قبل از نوشتن شدن کتاب استر جشن گرفته می‌شده و این داستان سعی در توجیه این جشن کرده است.
به گفته لیتمن دانش‌آموختگان و دانش‌پژوهان کتاب استر را به دلیل تناقضات آشکار تاریخی در این کتاب به جای سند تاریخی، جز رمانهای تاریخی به حساب می‌آورند. به استناد تاریخ هرودوت، خشایارشا هرگز نمی‌تواند با یک یهودی ازدواج کند کند چرا که خلاف عمل پادشاه برای ازدواج با یکی از ۷ خانواده صاحب قدرت ایرانی است. تاریخ گزارش می‌دهد که خشایارشا با آمستریس و نه با وشتی یا استر ازدواج کرده است. هیچ اطلاعات شخصی از وزیر هامان، وشتی یا استر یا حتی مردخای - مرد عالی‌رتبه دربار- نیست. مردخای گفته می‌شود که توسط بختنصر تبعید شده است ولی تبعید او ۱۱۲ سال پیش از سلطنت خشایارشا روی داده است. فارغ از این مسائل در این خصوص توافق وجود دارد که کتاب دارای یک زمینه تاریخی در حکمرانی خشایارشا و انباشته از جزئیات زندگی دربار ایران است.
به نوشته دانشنامه جودائیکا، کتاب استر ادعا می‌کند که یک یک روایت تاریخی است که در قلعه شوشان یا شوش اتفاق افتاده است. درست است که شاهی پارسی بنام اخشورش (Ahasuerus) وجود داشته است که معادل نام پارسی است که یونانی‌ها Xerxes (خشایارشا) می‌نامیدند (نگارش بدون اصوات نام به عبری تقریباً نزدیک به شیوه‌ای است که نام در متون آرامی نگاشته می‌شده است. اصوات بعدها در قرون وسطی به نام اضافه شده است). پادشاهی خشایارشا یکم (کسی که منظور قصه است زیرا پادشاهی خشایارشای دوم زودگذر بود). همچنین نام مردوکا (=مردخای) در متون آن زمان به عنوان یک نام فرد و همچنین در کتاب‌های عزرا و نحمیا به عنوان یک نام یهودی ثبت شده است. همچنین نویسنده کتاب استر با رسوم پارسیان و رسوم دربار آشنایی خوبی داشته است مانند عدم پذیرفتن وشتی برای کوچک کردن خود و ظاهر شدن در مجلس می‌گساری (یک همسر پارسی مجلس مهمانی را در هنگام شروع می‌گساری ترک می‌کرد)
هرچند پذیرش استر به عنوان یک حقیقت تاریخی با دشواری‌هایی روایی و تاریخی مواجه است. اگرا مردخای از سرزمین یهود به همراه یهویاخین Jehoiachin (سال ۵۸۹ میلادی) تبعید شده باشد. آن‌گونه که کتاب استر عنوان می‌کند (استر ۶:۲) سن مردخای در زمان خشایارشا باید بیش از صد سال بوده باشد. هرودوت گزارش داده است که همسر خشایارشا نه وشتی و نه استر بوده است بلکه دختر یکی از سرداران پارسی بوده است که آمیستریس نام داشته است. هرودوت همچنین گفته است که شاهان پارسی همسرانشان را تنها از میان هفت خانواده اشراف پارسی انتخاب می‌کرده‌اند. به‌علاوه، کل داستان مملو از نا محتملات است. مانند آنکه مردخای به عنوان یک یهودی در دربار شناخته می‌شد و برادر زاده و دختر خوانده‌اش که هر روز به دیدن او می‌رفته است توانسته است با موفقیت ملیت و دین خود را پنهان کند. به‌علاوه داستان به نحو ساختگی جدی می‌زند و به طرز مشکوکی غیر مذهبی است. دعا کنندگان هیچ‌وقت در هنگام خطر یادی از خدا نمی‌کنند و اشاره‌ای به خدا در هنگام جشن شکرگذاری پس از نجات یهودیان نیست. بطوریکه خاخام‌های تلمود مجبور بودند که نام خدا را به کتاب استر بیفزایند و ترجمه یونانی و آرامی ان کتاب را مومنانه تر نموده است. اگر فرض کنیم که کتاب استر واقعیت تاریخی نیست. احتمالات متعددی برای منشأ کتاب و تاریخ نوشته شدن کتاب و بستر تاریخی و معنی و مقصود آن وجود دارد.
کتاب استر یک رمان تاریخی است که سرنوشت یهودیان تبعیدی را در قرن پنجم پ م تحت حاکمیت اخشورش (یعنی خشایارشا) روایت می‌کند. موضوع رمان در دربار هخامنشی در شهر شوش رخ می‌دهد. نویسنده آشنایی خوبی نقشه‌برداری شهر و نقل نام‌های پارسی (مموکن،...)، عیلامی (هامان)، و بابلی (مردخای) دارد. وشتی، زن خشایارشا، از دستور شوهر برای ظاهر شدن در برابر مهمانان سرپیچی می‌کند و در نتیجه، از مقالم ملکه‌ای خویش خلع می‌شود و استر یهود، دختر برادر مردخای، جایش را می‌گیرد. مردخای بر طبق رمان، در بابل توسط نبوکدنصر (کسی که بیش از ۱۰۰ سال پیش از خشایارشا زیست) به اسارت گرفته می‌شود. گرچه به نظر می‌رسد این رمان در قرن دوم پ م رخ داده و کمی جزئیات تاریخی دارد، در قسمت مختلفی روایت‌های مورد اطمینان ارائه می‌کند: جزئیات نحوه زندگی دربار سلطنتی و کارایی روحانیون و توصیف سنت‌های پارسی که در کتاب استر آمده است، توسط منابع مستقل تأیید شده است.
دائرةالمعارف جهانی یهود دربارهٔ کتاب استر می‌نویسد:
اکثر محققان کتاب را افسانه و داستان‌هایی می‌دانند که بازگو کننده آداب و سنت‌های معاصری است که با ظاهر و آهنگی قدیمی ارائه شده است تا از حمله و هجوم به آن اجتناب شود. آنها خاطر نشان کرده‌اند ۱۲۷ ولایتی که نامشان در کتاب آمده با ۲۰ ساتراپی باستانی ایران در مغایرتی عجیب است. یا حیرت‌آور است که چگونه استر، یهودی بود خودش را مخفی می‌کند، در حالی که مردخای که پسرعمو و در عین حال قیم او بوده، به عنوان یک یهودی شناخته شده بوده است. نیز غیرممکن است که یک غیر ایرانی به عنوان نخست‌وزیر یا ملکه انتخاب شود و اینکه رویدادهای کتاب، اگر به راستی واقع شده‌اند، نمی‌توانسته‌اند با بی‌توجهی مورخان روبرو شده باشند. لحن به کار رفته در کتاب، ساختار ادبی و جایگاه کتاب بیشتر به یک داستان رومانتیک اشاره دارد تا یک واقعه شمار تاریخی. برخی پژوهشگران حتی منبع این اثر را کاملاً غیر یهودی ردیابی کرده‌اند.
سموئل کندی دربارهٔ کتاب می‌نویسد:
کتاب استر همه چیز می‌تواند باشد جز تاریخ، این کتاب، داستانی افسانه آمیز است که غرض ظاهری این افسانه آن بوده که برای جشن گرفتن عید پوریم، یک حقانیت و واقعیت تاریخی ذکر کند. کتاب استر اطلاعاتی نادرست را در مورد فارس نیز ارائه می‌دهد. در این کتاب آمده که خشایارشا بر ۱۲۷ ولایت حکمرانی کرده، حال آنکه تعداد واقعی تحت حکم او ۲۷ تا بوده است.
به نظر سموئیل کندی، کتاب استر سرشار از اندیشه‌ها و تصوراتی است که از ادبیات اساطیری بابل سرچشمه گرفته است. چرا که اندیشه غلبه یک زن بر پادشاه بیگانه بیشتر با روحیه بابلیان قرن ۵ پیش از میلاد مناسبت دارد تا با تفکر یهودی. علاوه بر این، نام هیچ‌یک از قهرمانان کتاب استر یک اسم واقعی یهودی نیست. به استثنای شاه اخشورش (خشایارشا) بقیه، نام خدایان بابلی و عیلامی دارند. نام استر معادل «ایشتار» است. بانوی قهرمان داستان حتی در باب دوم، آیه هفتم، هدسه خوانده می‌شود که از القاب خاص رب‌النوع بابلی است. استر و مردخای بابلیانی هستند که نقاب یهودی به چهره زده‌اند. دشمن آنها، هامان می‌توان بر مبنای زبانشناسی با هوما یک خدای عیلامی برابر دانست. وشتی، ملکه پارس هم، به همین ترتیب، می‌توان با مشتی یک رب‌النوع عیلامی تطبیق داد. از این رو کندی معتقد است اساس کتاب استر در عهد عتیق، یک افسانه بابلی قرن پنجمی است می‌باشد که کشمکش مرافعه مردوخ و ایشتار را با اخشورش بیان می‌کند. همانندی‌ها هم آن قدر زیاد است که نمی‌توان آن را بر تصادف حمل کرد.
از سال ۱۹۴۷ تا ۱۹۵۶ حدود یکصد قطعه از طومارهای بحرالمیت در قمران یا اسفار متعدد عهد عتیق یافت شده‌اند، همگی به جز کتاب استر با عهد عتیق تطابق دارند. تومار بحرالمیت مربوط به گروه اسنیان از یهودیان است که هم‌اکنون ترجمه این مخلوطات نیز به چاپ رسیده و دسترس همگان است. دیگر آنکه در عهد جدید، هیج نقل قول یا اشاره‌ای به کتاب استر نشده است.

### دیدگاه پژوهشگران گذشته
بروسوس محقق قرن سوم قبل از میلاد دربارهٔ داستان استر و بازگشتن بتهای آناهیتا به ایران در زمان خشایار دوم اشاره می‌کند.
یوسفوس فلاویوس تاریخدان یهودی معاصر عیسی در کتاب تاریخ یهودیان خود به داستان استر اشاره می‌کند. یوسفوس از نسخه‌های مختلف داستان استر و حتی نسخه یونانی آن مطلع است. او همچنین به تحت فشار بودن یهودیان توسط پارسیان اشاره می‌کند و می‌گوید که یهودیان مجبور شده بودند که بتهای پارسیان را عبادت کنند.
یوسیبون تاریخدان قرن دهم میلادی به داستان استر اشاره می‌کند و آن را تاریخی می‌داند. او به داستان عهد عتیق به عنوان تاریخ اشاره کرده و به روایت‌های یوسفوس فلاویوس و نسخه یونانی کتاب استر اشاره می‌کند.

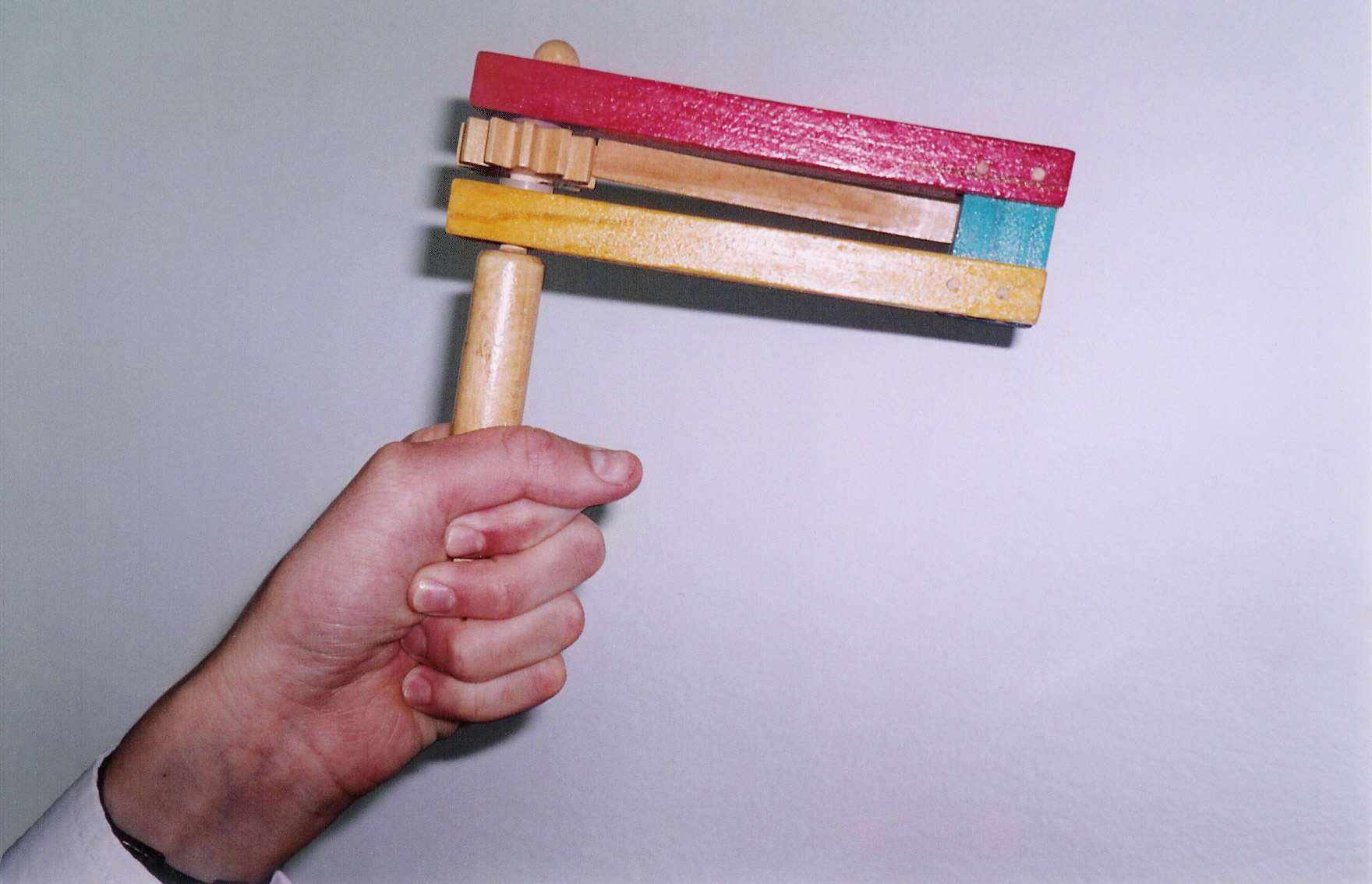
سوت مخصوص جشن پوریم به نام گراگر، هر گاه که نام‌ هامان خوانده می‌شود حضار گراگر را می‌چرخانند تا صدای آن باعث حذف نام‌ هامان شود.

روایت پارسی از داستان استر توسط تاریخدان مسلمان محمد ابن جریر طبری در کتاب تاریخ پادشاهان و پیامبران ذکر شده است. طبری به داستان استر به عنوان واقعه تاریخی اشاره می‌کند و نام پارسی آستوریا را ریشه استر می‌داند. طبری معتقد است که وقایع در زمان اردشیر بهمن (خشایارشا دوم) اتفاق افتاده است ولیکن او را با اردشیر درازدست (خشایارشا اول) اشتباه می‌کند. روایت پارسی دیگری نیز توسط مسعودی در کتاب مروج‌الذهب و معادن‌الجوهر ذکر شده است. او به زنی یهودی که به عقد بهمن (خشایارشا دوم) درآمده اشاره می‌کند. او همچنین اشاره می‌کند که استر دارای دختری به نام خومای بود که با اینکه در متون یهودی فراموش شده است در متون پارسی به او اشاره شده است. طبری نام این دختر را خومانی ذکر می‌کند و می‌گوید که پدر او اردشیر بهمن با او ازدواج کرد. فردوسی نیز در شاهنامه از ازدواج شاه بهمن با دختری به نام خومای خبر می‌دهد.

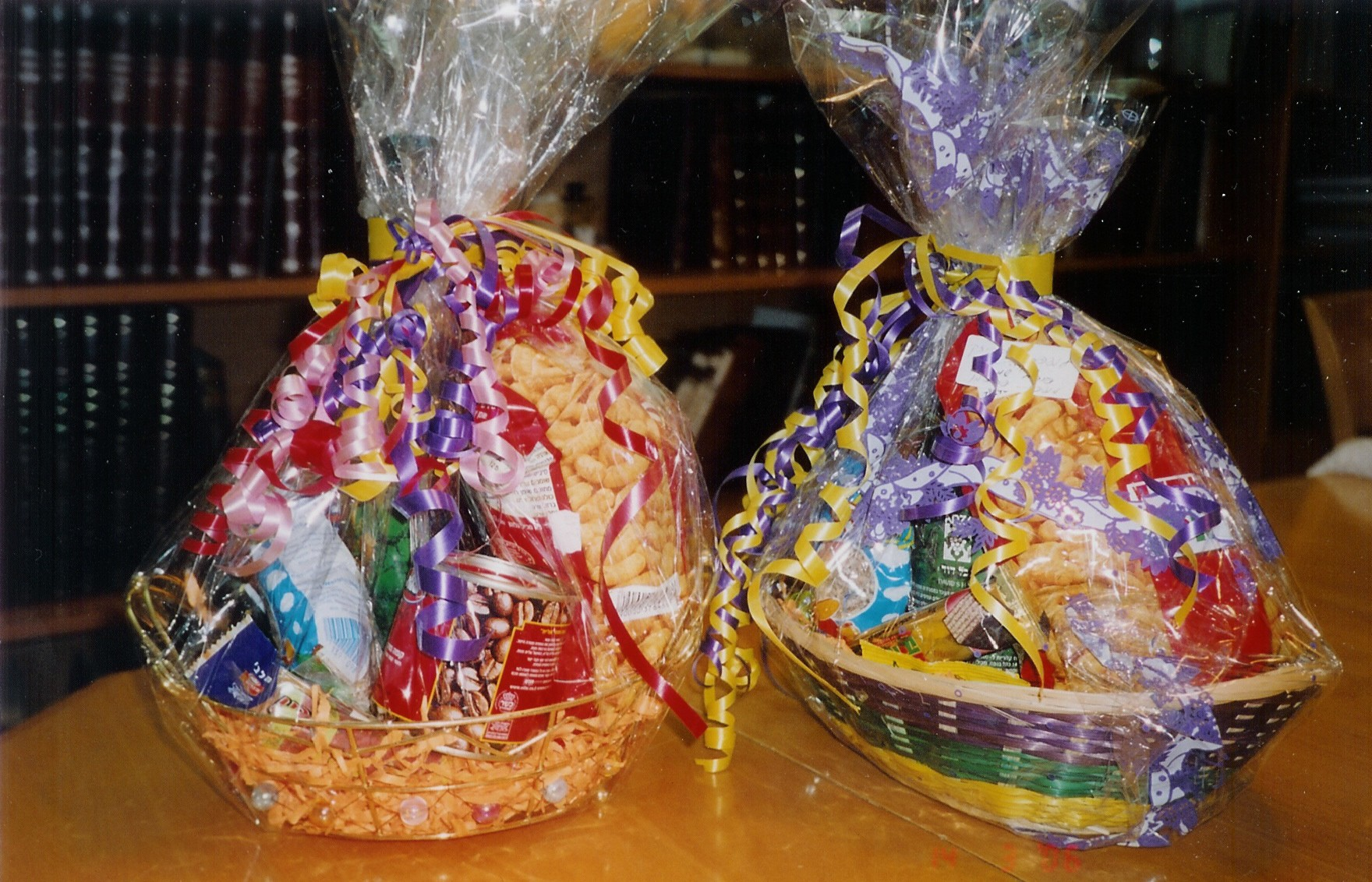
دو هدیه مخصوص پوریم به نام میشلواخ مانوت.

## مراسم مذهبی پوریم
پوریم مانند عید حنوکا بیشتر به ملی‌گرایی یهودی اشاره دارد زیرا این عید در تورات به عنوان عیدی مقدس ذکر نشده است. از این رو امور مالی و تجاری در این روز آزاد می‌باشد. دعایی خاص به نام ال‌ها نیسیم (به معنی برای معجزه‌ها) در روز پوریم به دعاها اضافه می‌شود. چهار میتزووتی (اعمال شرعی) که باید در روز پوریم انجام شوند عبارتند از:
- گوش دادن به خواندن عمومی کتاب استر

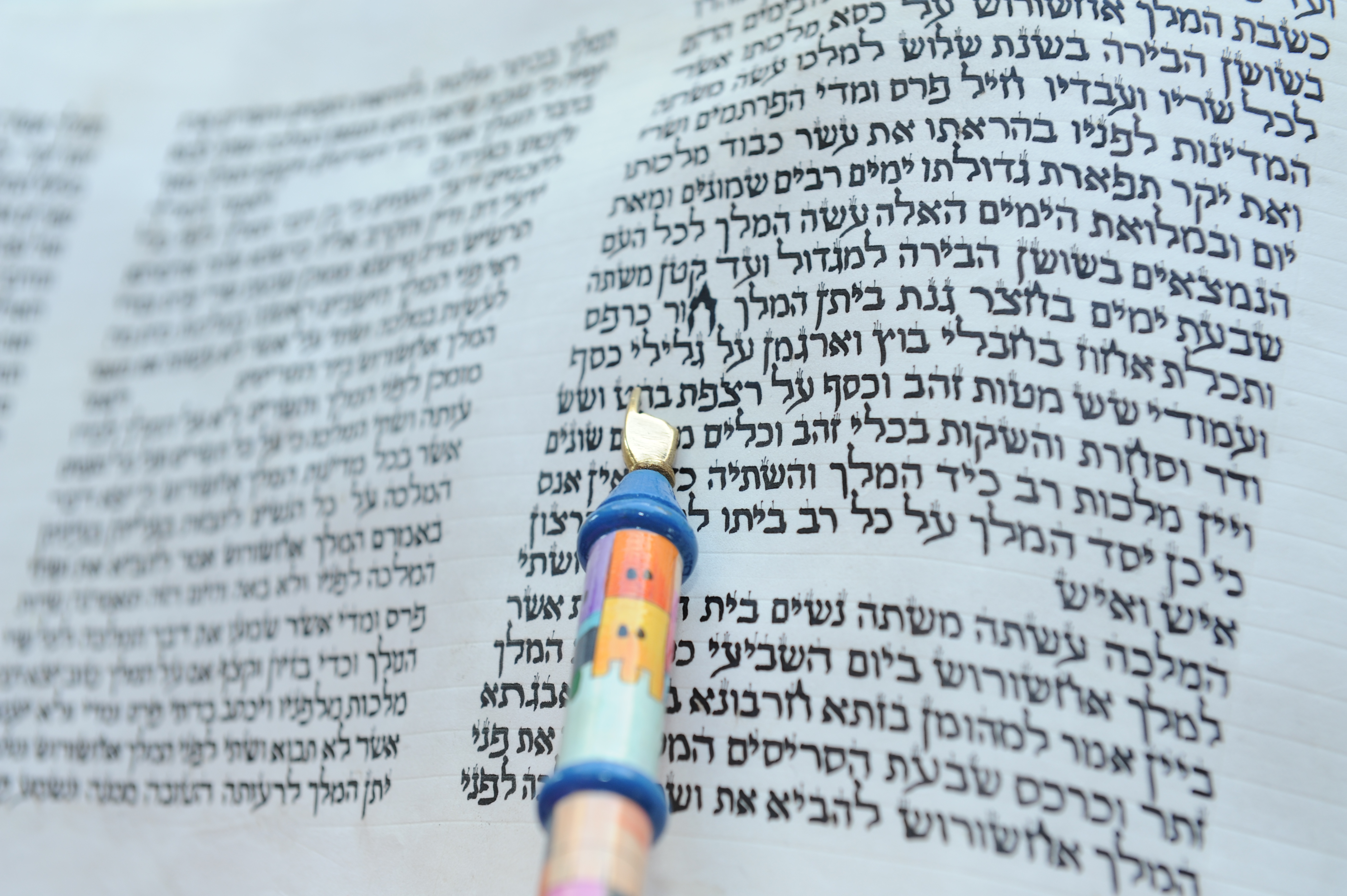
مگیلای استر به همراه نشانگر مخصوص خواندن توراه.

- فرستادن هدایا به دوستان و آشنایان
- صدقه دادن به نیازمندان
- غذای مخصوص پوریم

### دعای قبل از خواندن مگیلا
قبل از خواندن کتاب استر در شب قبل و همچنین صبح عید پوریم خواننده کتاب استر این دعاها را سه بار بیان می‌کند. در هر سه بار حضار با گفتن آمین دعای او را تأیید می‌کنند.
| Hebrew                                                               | فارسی |
| -------------------------------------------------------------------- | --- |
| ברוך אתה יהוה אלהינו מלך העולם אשר קדשנו במצותיו וצונו על מקרא מגלה  | ستایش می‌کنیم تو را، هاشم، خدای ما پادشاه تمامی دنیا، که به ما دستورهای خود را ارزانی کردی و به ما دستور دادی که مگیلا را بخوانیم. |
| ברוך אתה יהוה אלהינו מלך העולם שעשה נסים לאבותינו בימים ההם בזמן הזה | ستایش می‌کنیم تو را، هاشم، خدای ما پادشاه تمامی دنیا، که برای پدران ما معجزات خود را نشان دادی، در آن روزها و فصلها.               |
| ברוך אתה יהוה אלהינו מלך העולם שהחינו וקימנו והגיענו לזמן הזה        | ستایش می‌کنیم تو را، هاشم، خدای ما پادشاه تمامی دنیا، که ما را زنده نگاه داشتی و از ما نگهداری کردی و ما را به این فصل رسانیدی.    |

### دعای بعد از خواندن مگیلا
بعد از اتمام خواندن کتاب استر دعای زیر خوانده می‌شود. این دعا فقط در زمانی خوانده می‌شود که یک مینیان در زمان خواندن مگیلا حضور داشته باشد.
| Hebrew | فارسی |
| --- | --- |
| ברוך אתה יהוה אלהינו מלך העולם האל הרב את ריבנו והדן את דיננו והנוקם את נקמתינו והמשלם גמול לכל איבי נפשנו והנפרע לנו מצרינו ברוך אתה יהוה הנפרע לעמו ישראל מכל צריהם האל המושיע | ستایش می‌کنیم تو را، هاشم، خدای ما پادشاه تمامی دنیا، (خدایی که) صدای درخواست کمک ما را می‌شنوی، در مورد ما قضاوت می‌کنی، اشتباهات ما را مجازات می‌کنی، به تمامی دشمنان ما پاسخ مناسب می‌دهی و برای ما از آنان انتقام می‌گیری. هاشم تو را ستایش می‌کنیم که از دشمنان قوم خود اسرائیل انتقام می‌گیری و به ما رستگاری ارزانی می‌کنی. |

### زنان و خواندن مگیلا
زنان دارای دستور خاصی برای شنیدن مگیلا هستند زیرا داستان استر به زنان مرتبط است. در بیشتر کنیسه‌های یهودیان ارتدوکس معمولاً به زنان اجازه داده نمی‌شوند که رهبر خواندن مگیلا باشند. از این رو یهودیان ارتدوکس اعتقاد دارند که زنان نباید مگیلا را رهبری کنند ولیکن باید آن را شنیده و تکرار کنند. در زمانی که زنان نمی‌توانند به کنیسه بروند یکی از اقوام مرد بالای سیزده سال آنان باید مگیلا را برایشان بخواند.

### حذف کردن نام‌هامان
در زمانی که نام هامان در مگیلا به زبان آورده می‌شود حضار سوت و کف می‌زنند تا نام او محو گردد. این سنت از قرن سیزدهم میلادی و از یهودیان آلمان و فرانسه گرفته شده است. این سنت بر اساس قسمتی از میدراش است که می‌گوید که «تو باید نام عمالیق را از روی زمین محو کنی» (تثنیه ۲۵:۱۹). بعضی یهودیان از وسیله‌ای چوبی به نام گراگر برای ایجاد صدا در زمانی که نام‌ هامان خوانده می‌شود استفاده می‌کنند.

### روزه پوریم
روزه پوریم یکی از قسمت‌های این عید است که بر اساس بخش ۹:۳۱ کتاب استر انجام می‌شود. اولین خاخامی که به روزه استر اشاره کرده است ربی آچای گائون است. معمولاً روز سیزدهم به عنوان روز روزه در نظر گرفته می‌شود مگر در صورتی که این روز بر روی روز شنبه (شبات) قرار گیرد.

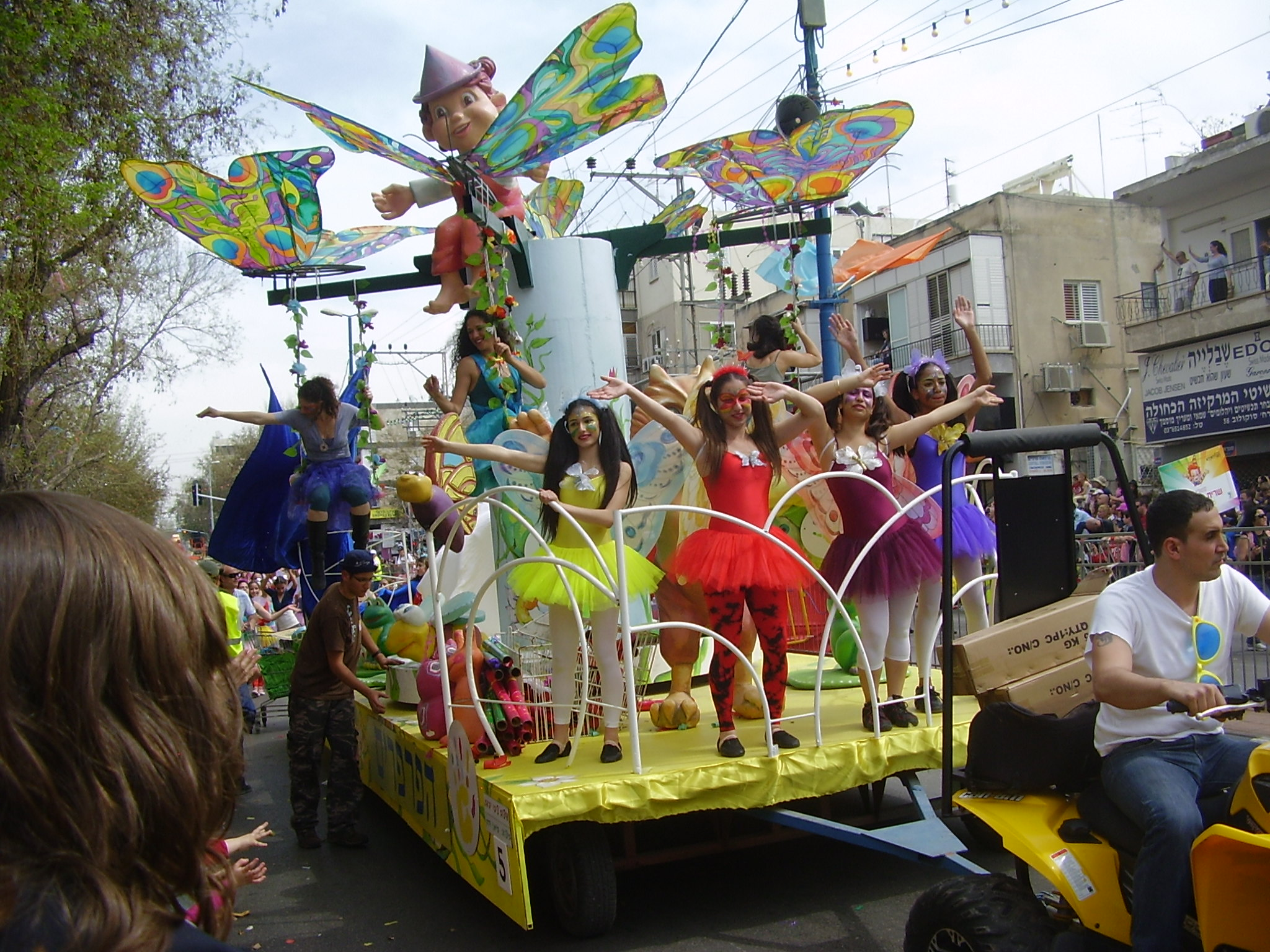
کارناوال پوریم در شهر هولون در اسرائیل.

## رسوم عید پوریم

### پوشیدن نقاب
پوشیدن نقاب در جشن پوریم به نظر می‌آید از یهودیان ایتالیا در قرن پانزدهم میلادی آغاز شده باشد. این سنت تنها از قرن نوزدهم به بعد در بین یهودیان خاورمیانه گسترش یافت. بعضی روحانیون یهودی نگران شکسته شدن دستور شرعی نپوشیده شدن لباس زنانه توسط مردان و بر عکس در این مراسم بودند؛ ولیکن بیشتر ربی‌ها معتقد هستند که پوشیدن نقاب این دستور را لغو نمی‌کند. دلیل دیگر پوشیدن نقاب مخفی شدن دست خداوند در وقایع پوریم است. همچنین دلیل دیگر آن مخفی بودن کسانی است که صدقه می‌دهند.

### هامان سوزان
از زمان قرن پنجم میلادی سنتی برای سوزاندن آدمک‌ هامان وجود داشت. این عمل باعث ایجاد خشم در بین مسیحیان می‌شد زیرا مسیحیان تصور می‌کردند که آدمک مذکور مسخره کردن به صلیب کشیده شدن عیسی مسیح توسط یهودیان است. بعضی حکمرانان مسیحی این نوع‌ هامان سوزان را ممنوع می‌کردند. این جشن امروزه نیز انجام می‌شود. در سال ۱۹۵۰ میلادی این سنت در بسیاری شهرهای ایران و در کردستان انجام می‌شد و حتی گاهی مسلمانان نیز در انجام آن به یهودیان ملحق می‌شدند.

### کارناوال پوریم
کارناوال پوریم مهم‌ترین بخش پوریم در اسرائیل است. بسیاری مردم به خیابان‌ها آمده و لباس‌های خاص خود را که برای پوریم آماده کرده‌اند نشان می‌دهند.

### آوازها
بسیاری آوازهای مربوط به پوریم از تلمود ریشه گرفته است. معروفترین شعر پوریم میشنیکناس آدار مربیم ب سیمخا (وقتی ماه آدار می‌آید ما جشن می‌گیریم) و لیهودیم هایتا او را و سیمخا و ساسون و یکار (یهودیان دارای نور و خوشحالی، موفقیت و احترام بودند) هستند.

### غذای مخصوص

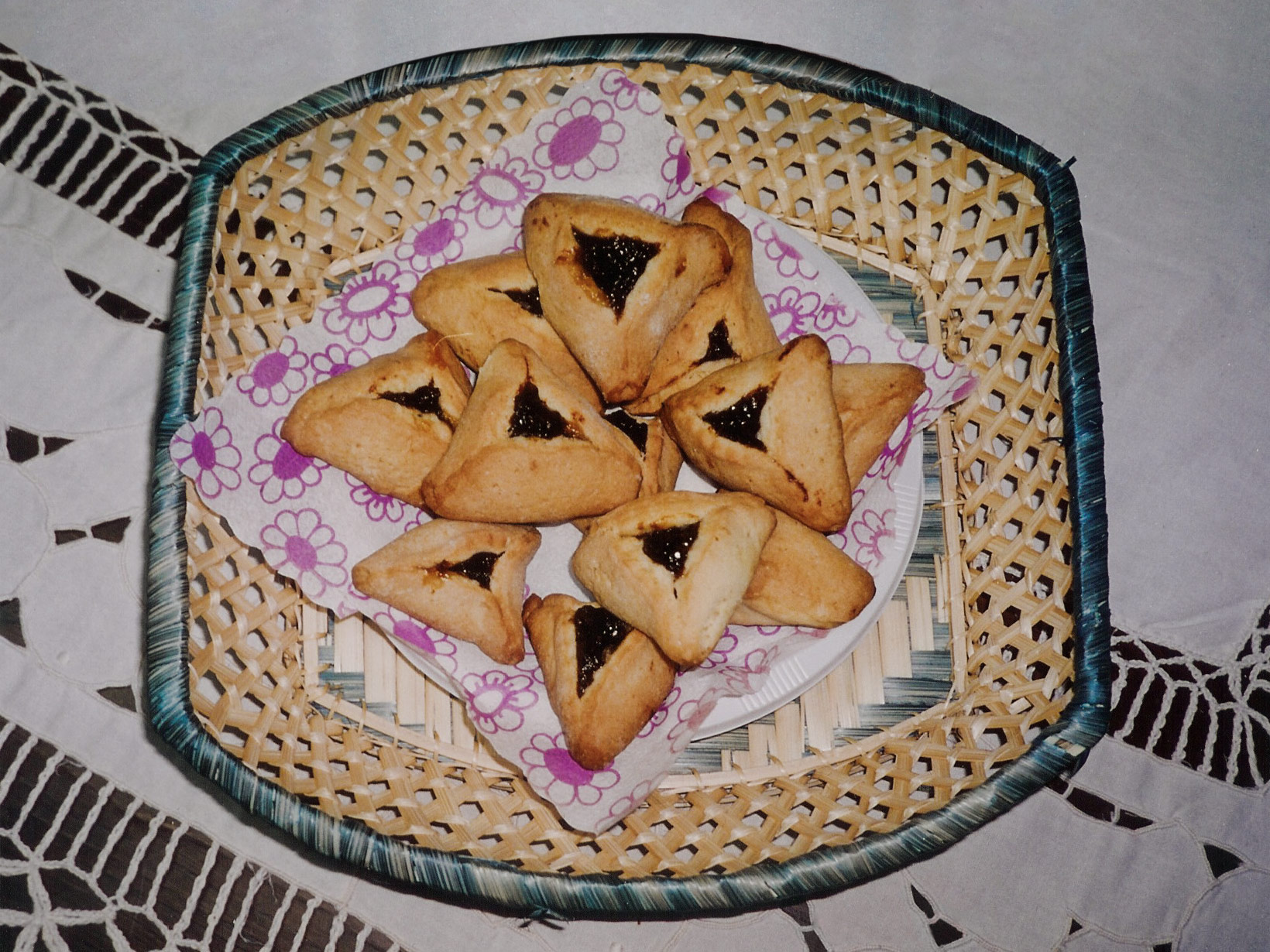
در جشن پوریم، خوردن شیرینی‌ها و کیک‌های مخصوص پوریم که با خشخاش تهیه می‌شود، یکی از نکات برجسته عید است که «گوش‌ هامان» نامیده می‌شود.

در جشن پوریم یهودیان اشکنازی شیرینی خاصی به نام گوش‌ هامان و جیب‌ هامان درست می‌کنند. این شیرینی معمولاً دارای دانه‌های خشخاش است. در بین یهودیان سفاردی شیرینی گوش‌ هامان به صورت دیگری تهیه می‌شود.

## طومارهای دریای مرده
یکی از رویدادهای مهم باستان‌شناسی در قرن بیستم میلادی، کشف طومارهایی در منطقه قمران اسرائیل بود که به «طومارهای دریای مرده» شهرت یافته‌اند. در این طومارها نام همه کتب عهد عتیق به چشم می‌خورد به جز «کتاب استر». برخی دانشوران دلایلی را برای نیاوردن کتاب استر در طومارهای دریای مرده ذکر کرده‌اند. اینکه انتقام جویی‌های ذکر شده در کتاب استر برخلاف آموزه‌های تورات است، اینکه هیچ اشاره‌ای به خدا در کتاب استر نشده است و این مسئله که استر به عنوان یک یهودی با یک شاه ایرانی ازدواج کرد که مغایر با آرای گروه محافظه کار قمران بود.

## فرهنگ بابلی در داستان استر

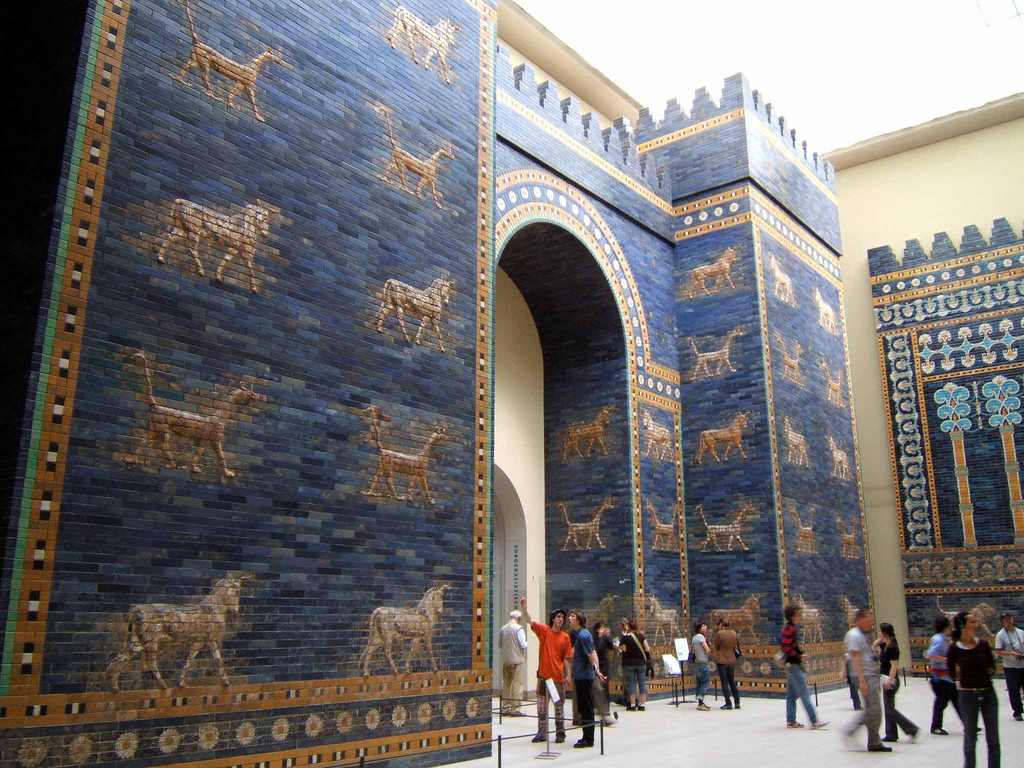
دروازه ایشتار در موزه پرگامون.

از دیدگاه امید عطایی‌فرد نام هیچ‌یک از نام‌های ذکر شده در داستان استر یهودی نیست. به استثنای شاه اخشورش، بقیه، نام خدایان بابلی و ایلامی دارند. نام استر معادل نام ایشتار است. بانوی قهرمان داستان حتی «هدسه» و عروس خوانده می‌شود که از القاب خاص ایزد بابلست. استر و مردخای بابلیانی هستند که نقاب یهودی به چهره زده‌اند. دشمن آنها هامان را می‌توان بر مبنای زبانشناسی با هومان یک خدای ایلامی، یگانه دانست. وشتی مکلهٔ پارس را نیز که استر جای او را می‌گیرد، بر همان ترتیب می‌توان با مشتی ایزد ایلامی تطبیق داد. بر روی هم، همانندی‌ها آنقدر زیاد است که نمی‌توان آن را تصادفی دانست بلکه تشابه نام‌ها با نام خدایان نشان می‌دهد که مأخذ و منبعی که در ورای این کتاب قرار دارد، دربارهٔ ستیز اساطیری خدایان مشرکان است. از آنجا که مردوک (مردخای) و ایشتار (استر) پیروزی می‌یابند پس این افسانه در بابل پرداخته شده و شواهد تاریخی و زبانی آشکار می‌دارد که عید پوریم به احتمال قوی از بابل سرچشمه گرفته است. به نظر می‌رسد غرض ظاهری این افسانه آن بوده است که برای جشن گرفتن عید پوریم یک حقانیت و واقعیت تاریخی ذکر شود. در واقع کتاب استر همه چیز می‌تواند باشد جز تاریخ

## در ایران

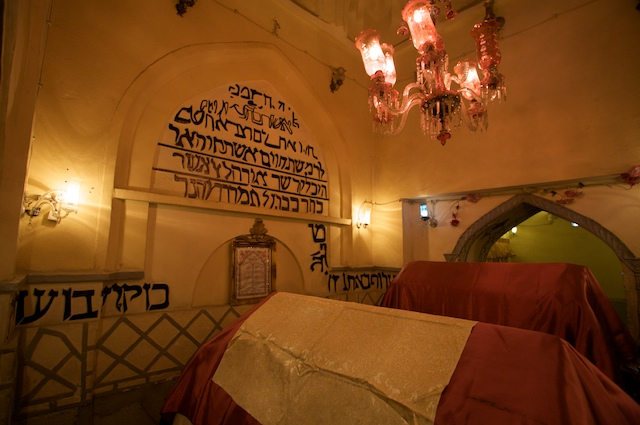
بقعه استر و مردخای در همدان، ایران

آرامگاه استر و مردخای، یک آرامگاه یهودی در شهر همدان است که بنا به سنت یهودی-ایرانی، استر و مردخای در آن مدفون‌اند. یهودیان خارج از ایران این سنت را باور ندارند و در تلمودهای بابلی یا اورشلیمی هم ذکری از آن به میان نیامده است. یهودیان ایران در روز ۱۴ آذار، به زیارت آرامگاه استر و مردخای در همدان می‌روند، کتاب استر را می‌خوانند و دست شان را به بقعه می‌کوبند. باستان‌شناس هرتسفلد این مکان را مجموعه‌ای ساده توصیف می‌کند که چندین بار تعمیر شده است. قدیمی‌ترین قسمت آن، زیرزمین طاق آرامگاه که به دوران مغول بر می‌گردد. هرتسفلد این ادعا که آرامگاه معتلق به شخص استر و مردخای است را رد می‌کند و می‌گوید آن‌ها در شوش دفن شده‌اند. او معتقد است که شوش‌دخت، دختر یهودی تبعیدی و زن یزدگرد اول ساسانی در یکی از قبرها دفن شده است.
آرامگاه استر گنبد آجری ساده‌ای دارد و دو قبر با کتیبه‌های گچبری شده به خط عبری بر بالای آن مشاهده می‌شود. دو صندوق منبت عالی در روی قبرها در وسط قرار دارد. یکی از صندوق‌ها دارای خط و کتیبه عبری است. اصل بنا، متعلق به قرن هفتم هجری قمری است. این آرامگاه، شامل مدخل، دهلیز، حرم و صفه و شاه نشین است.

## در یهودیت مخفی
در بین یهودیان مخفی اسپانیا که مارانو نامیده می‌شدند استر، شخصیت اصلی داستان پوریم، به عنوان یک قهرمان شناخته می‌شود. از آنجا که استر در تمامی داستان یهودی بودن خود را مخفی می‌کند این افراد زندگی خود را مانند استر می‌پنداشتند که به دلیل مشکلات زمان مجبور شده بودند هویت واقعی خود را مخفی کنند. از اینرو در بین یهودیان مخفی استر شخصیتی مقدس داشت. دعایی خاص در بین مارانوهای اسپانیا و آمریکای جنوبی به نام «دعای استر» رایج بود که مشخصه اصلی آن تأیید یهودیت مخفی و رد کردن جنتیلها و آزار یهودیان توسط آن‌ها بود. دعای استر در بین یهودیان مخفی در قاره آمریکا آنقدر رایج بود که در قرن شانزدهم میلادی دختر بچه‌های مارانو در مکزیک می‌توانستند آن را برعکس بخوانند. سسیل روث این تفاوت دین یهودیان مخفی با یهودیان را «دین مارانو» می‌خواند. تقریباً تمامی یهودیان مخفی مکزیک روزه استر را به صورت سه روزه و با جدیت انجام می‌دادند.

## انتقادها
به صورت تاریخی معمولاً مسیحیان دید منفی نسبت به کتاب استر داشته‌اند. بعضی مسیحیان آن را «تاریخی از روح قومی یهود» و حتی «تلاشی خون‌خواهانه برای غرور نژادی یهودی» دانسته‌اند. بعضی دیگر نوشته‌اند «در تمامی کتاب استر هیچ شخصیت با شرافتی یافت نمی‌شود». کتاب استر بیشترین انتقادهای یهودستیزانه را در طول تاریخ متوجه خود کرده است.
بسیاری روایت‌های تاریخی مسیحی از بی‌احترامی یهودیان به صلیب و عیسی در روز پوریم اشاره دارد. در این متون معمولاً اعمالی نظیر ادرار کردن بر روی صلیب و آتش زدن آن در روز پوریم مورد اشاره قرار گرفتند.
مارتین لوتر کشیش معروف مسیحی و رهبر جنبش پروتستانیسم در کتاب خود به نام درباره یهودیان و دروغ‌های آنان به شدت از پوریم انتقاد کرده و می‌نویسد: «در قلبهای آنان (یهودیان) آرزوی آن است که روزی بتوانند با تمامی جِنتِیلها مانند جنتیلهای پادشاهی پارس در زمان استر برخورد کنند. چقدر آنان به کتاب استر می‌نازند، که بسیار زیبا خونخواهی، نفرت و آرزوهای قاتلانه آنان را نشان می‌دهد. خورشید هیچگاه بر روی قومی خونخواه‌تر و منتقم‌تر از یهودیان نتابیده است که تصور می‌کنند قوم برگزیده خدایند و باید جنتیلها را بکشند و نابود کنند.»
لوئیس پاتون در مورد کتاب استر می‌نویسد: «در تمامی کتاب استر یک فرد با شرافت یافت نمی‌شود، اخشورش احساساتی و بیمنطق است، استر از زیبایی خود برای به دست آوردن قدرت استفاده می‌کند، در مورد هویت خود دروغ می‌گوید و در برابر دشمنان شکست خورده بیرحم است، زنها و کودکان دشمنان خود را نابود می‌کند، و درخواست ادامه کشتار را برای یک روز دیگر می‌کند، تنها صفت خوب او تعهد به قوم خود و شجاعتش در تلاش برای نجات آنان است. مردخای از خواهرزاده خود برای قدرت یافتن استفاده می‌کند.» او ادامه می‌دهد نظر مارتین لوتر در مورد این کتاب چندان هم بد نیست. لوتر می‌گوید: «من نسبت به این کتاب (کتاب استر) آنقدر مخالف هستم که معتقدم نباید وجود داشته باشد، این کتاب بیش از حد قومی‌گری یهودی است و دارای صفات زیادی از بت پرستان می‌باشد.»
جان ادگار مک فادیان استاد دانشگاه در تورنتو کانادا در سال ۱۹۰۵ می‌نویسد کتاب استر «با خشونت رادیکال و نفرت شدید از هرچه بیرون از یهودیت است عجین شده است» و با اینکه نوشتار کتاب زیبا است نمی‌توان «تهی بودن مذهبی و غیراخلاقی بودن» آن را نادیده گرفت. مک فادیان در سال ۱۹۱۵ نوشت که اعصاب شدید و کینه ای استر تنها می‌تواند توسط اخلاقیات مسیحی مورد انتقاد قرار بگیرد. مک فادیان به نوشتار پاتون اشاره می‌کند و می‌نویسد که درخواست استر برای کشتار در روز دوم نشاندهنده «کینه ای شدید با روح و تعلیمات تلمودی و نه توراتی است».
لارنس براون استاد دانشگاه منچستر در سال ۱۹۶۲ می‌نویسد تصویر کتاب استر «تصویر انسانیت رستگار نشده» است. او ادامه می‌دهد که این کتاب «به شدت ملیگرا» دارای هیچ شخصیت باشرافتی نیست و حتی مردخای نیز بیشتر به پیشرفت خود و کسب قدرت وابسته است. او ادامه می‌دهد در تمامی این کتاب تصویر هامان، دشمن یهودیان، تصویر تمامی جنتیلها است که تنها باید نابود شوند.
این انتقادها تنها توسط مسیحیان صورت نمی‌گرفت. آستین هالیوک، نویسنده انگلیسی که سکولار بود، می‌نویسد «ما کتاب خونین استر را (بعد از خواندن) با احساس تهوع و انزجار می‌بندیم». او ادامه می‌دهد که کتاب استر دارای «می‌گساری، خشونت خانگی، شهوت، جاه طلبی، نفرت، کینه، و به صورت کلی قتل‌عام خشن مردان، زنان و کودکان بیگناه است.»
آدولف هیتلر نگهداری کتاب استر را در آلمان برای تمام اشخاص ممنوع کرد. یولیوس اشترایشر سردبیر مجله دِر اشتورمر در سخنرانی ۱۰ نوامبر ۱۹۳۸ خود گفت: یهودیان ۷۵۰۰۰ ایرانی را فقط در یک شب سلاخی کردند، سرنوشت مشابه نصیب آلمانی‌ها خواهد شد، اگر یهودی‌ها موفق شوند جنگی را علیه آلمان راه بیندازند. یهودیان یک جشن پوریم جدید در آلمان راه خواهند انداخت. هنگامی که در دادگاه نورنبرگ اشترایشر به اعدام محکوم می‌شد به تمسخر دادگاه را جشن پوریم سال ۱۹۴۶ خواند. بسیاری حملات آلمان نازی به یهودیان در روز پوریم انجام می‌شد. به صورت مثال در پوریم سال ۱۹۴۲ میلادی ده یهودی در لهستان به جای ده پسر هامان به دار آویخته شدند.

## در دیدگاه یهودیان امروزی
بعضی یهودیان افراطی درگیری خود را با اعراب یا جمهوری اسلامی ایران را مشابه درگیری بین یهودیان و دشمنانشان در زمان استر می‌دانند. به‌طور مثال قتل‌عام مسجد الخلیل به دست یهودی افراطی باروخ گلدشتاین در روز پوریم سال ۱۹۹۴ میلادی رخ داد.
بسیاری سران سیاسی و مذهبی کشور اسرائیل درگیری خود با جمهوری اسلامی را مشابه درگیری یهودیان شاهنشاهی هخامنشی و هامان خوانده‌اند.
بنیامین نتانیاهو، نخست‌وزیر وقت اسرائیل در سخنرانی خود در برابر کنگرهٔ آمریکا در ۳ مارس ۲۰۱۵ (که مصادف با شب روزهٔ استر بود)، با اشاره به داستان استر، گفت «امروز مردم یهود با تلاش یک فرمانروای دیگر ایران برای نابودی ما مواجهند.»
در پوریم سال ۱۳۹۴ در تهران دو نوجوان ۱۷ ساله یهودی که بر روی دیوار شعار «مرگ بر هامان» نوشته بودند دستگیر شدند. انجمن کلیمیان تهران و چندین سازمان یهودی آمریکایی از این دستگیری اظهار نگرانی کردند و آن را بخشی از جشن پوریم خواندند.
بنیامین نتانیاهو نخست‌وزیر وقت اسرائیل در سال ۲۰۱۷ در دیدار با ولادیمیر پوتین رئیس‌جمهور روسیه گفت ایرانیان ۲٫۵۰۰ سال پیش در واقعه پوریم قصد نابود کردن یهودیان را داشتند و امروز هم ایران قصد نابودی دولت یهود را دارد.

## گاه‌شمار جشن‌های پوریم در اسرائیل
یهودیان در روزهای ۱۴ و ۱۵ آدار (مطابق با ۲ روز در ماه‌های فوریه/مارس میلادی) جشن می‌گیرند.
| سال میلادی | روز               | معادل میلادی تاریخ عبری ۱۴ و ۱۵ آدار | معادل هجری شمسیِ تاریخ میلادی | سال هجری شمسی |
| ---------- | ----------------- | ------------------------------------ | ---------------------------- | ------------- |
| ۲۰۰۶       | سه‌شنبه و چهارشنبه | ۱۴ و ۱۵ مارس                         | ۲۳ و ۲۴ اسفند                | ۱۳۸۴          |
| ۲۰۰۷       | یکشنبه و دوشنبه   | ۴ و ۵ مارس                           | ۱۳ و ۱۴ اسفند                | ۱۳۸۵          |
| ۲۰۰۸       | جمعه و شنبه       | ۲۱ و ۲۲ مارس                         | ۲ و ۳ فروردین                | ۱۳۸۷          |
| ۲۰۰۹       | سه‌شنبه و چهارشنبه | ۱۰ و ۱۱ مارس                         | ۲۰ و ۲۱ اسفند                | ۱۳۸۷          |
| ۲۰۱۰       | یکشنبه و دوشنبه   | ۲۸ و ۲۹ فوریه                        | ۹ و ۱۰ اسفند                 | ۱۳۸۸          |
| ۲۰۱۱       | یکشنبه و دوشنبه   | ۲۰ و ۲۱ مارس                         | ۲۹ و ۳۰ اسفند                | ۱۳۸۹          |
| ۲۰۱۲       | پنجشنبه و جمعه    | ۸ و ۹ مارس                           | ۱۸ و ۱۹ اسفند                | ۱۳۹۰          |
| ۲۰۱۳       | یکشنبه و دوشنبه   | ۲۴ و ۲۵ فوریه                        | ۶ و ۷ اسفند                  | ۱۳۹۱          |
| ۲۰۱۴       | یکشنبه و دوشنبه   | ۱۶ و ۱۷ مارس                         | ۲۵ و ۲۶ اسفند                | ۱۳۹۲          |
| ۲۰۱۵       | پنجشنبه و جمعه    | ۵ و ۶ مارس                           | ۱۴ و ۱۵ اسفند                | ۱۳۹۳          |
| ۲۰۱۶       | پنجشنبه و جمعه    | ۲۴ و ۲۵ مارس                         | ۵ و ۶ فروردین                | ۱۳۹۵          |
| ۲۰۱۷       | یکشنبه و دوشنبه   | ۱۲ و ۱۳ مارس                         | ۲۲ و ۲۳ اسفند                | ۱۳۹۵          |
| ۲۰۱۸       | پنجشنبه           | ۱ مارس                               | ۱۰ اسفند                     | ۱۳۹۶          |